# Arthur O'Hara Wood
Arthur Holroyd O'Hara Wood (Melbourne, 1890 - Saint-Quentin, 6 de Outubro de 1918) foi um tenista australiano.
Morreu em 1918, no campo de batalha na Primeira Guerra Mundial.

## Grand Slams finais

### Simples (1 título)
| Ano  | Campeonato               | Oponente         | Placar             |
| 1914 | Australian Championships | Gerald Patterson | 6–4, 6–3, 5–7, 6–1 |